# Tyriograptis
Tyriograptis é um gênero de traça pertencente à família Agonoxenidae.